# Morihiko Nakahara
Pour les articles homonymes, voir Nakahara.
Morihiko Nakahara (Nakahara　Morihiko), né le 28 novembre 1975 est un chef d'orchestre japonais.

## Biographie
Né à Kagoshima au Japon, Morihiko Nakahara est chef d'orchestre associé de l'Orchestre symphonique de Spokane (en). Nakahara reçoit une maîtrise en direction orchestrale du College-Conservatory of Music où il étudie avec Rodney Winther. En 1998, il est diplômé d'éducation musicale de l'université Andrews. Il prolonge ses études avec Larry Rachleff, Mark Gibson, Jerry Junkin, et Alan Mitchell.
Nakahara fait partie de l'avant première des chefs de la ligue des orchestres symphoniques américains en mars 2005. Ardent défenseur de la musique nouvelle, Nakahara a collaboré avec des compositeurs contemporains remarquables comme Steve Reich, Michael Torke, Augusta Read Thomas, Azio Corghi, Menachem Zur et Yasuhide Itō.
Nakahara apparaît régulièrement sur les Classics, Casual Classics et Symphonie sur la série Edge et a récemment été nommé directeur artistique des deux séries SuperPops ainsi que des concerts éducatifs et de sensibilisation avec l'Orchestre symphonique de Spokane. En outre, il est chef invité et conférencier dans diverses institutions éducatives dans le nord-ouest intérieur.
Nakahara était auparavant directeur musical et chef d'orchestre de l'Orchestre symphonique de Hollande à Hollande dans l'État du Michigan. La saison 2006-2007 marque sa dernière saison avec cet orchestre symphonique.
Durant la saison 2006-07, Nakahara occupe la chaire Bruno Walter de chef associé. Nakahara est l'une des deux personnalités choisies pour ce poste.
En avril, 2008, Nakahara est nommé directeur musical de l'Orchestre symphonique de Caroline du Sud (en) basé à Columbia. Sa nomination prend effet lors de la saison 2008-2009.